# Alexandra Cravero
Alexandra Cravero, née le 25 avril 1977 à Marseille (France), est une cheffe d'orchestre et altiste française.

## Biographie
Alexandra Cravero commence sa formation musicale dès l'âge de six ans à l'alto, au conservatoire national de région de Marseille. Après avoir obtenu les médailles et prix d'alto, formation musicale, lecture, musique de chambre, écriture au Conservatoire national de région de Saint-Maur-des-Fossés, elle suit la formation diplômante au CeFEdeM de Rueil Malmaison et obtient son Diplôme d'État de formation musicale à 20 ans[réf. nécessaire]. Elle entre ensuite au Conservatoire national supérieur de musique et de danse de Lyon dans la classe de Tasso Adamopoulos et en ressort avec le Premier Prix d’alto à l’unanimité en 2003.
Parallèlement à ses études d'alto, Alexandra Cravero se tourne vers la direction d'orchestre et entre au Conservatoire national supérieur de musique et de danse de Paris en 2006, dans la classe de Zsolt Nagy. Elle travaille également avec Pierre Boulez, Pierre-André Valade, Susanna Mälkki, Kurt Masur[réf. nécessaire] avant d'obtenir un master en direction d'orchestre en 2011.
De par son attirance pour la voix, Alexandra Cravero se perfectionne dans le répertoire lyrique et de l'opéra,. Elle assiste les maestri Patrick Davin, Tito Ceccherini, Jean Pierre Haeck.
Elle a dès lors l'occasion de diriger au Théâtre National de l'Opéra-Comique, l'Opéra du Rhin, il Teatro Petruzzelli de Bari, le Théâtre du Châtelet, l'Opéra de Monte Carlo, la Filature de Mulhouse, la Cité de la musique de Paris.
Sur les scènes d'opéra, elle dirige Annick Massis, Michael Spyres, Magdalena Kozena, Maria Katzarava, Étienne Dupuis, Alexandre Duhamel, Sébastien Guèze, parmi d'autres chanteurs.
Son répertoire lyrique est varié : Le nozze di Figaro de Mozart, Reigen de Boesman, Carmen et les Pécheurs de Perles de Bizet, La traviata de Verdi, Tosca de Puccini, Cavalleria rusticana de Mascagni, Norma de Bellini, Faust de Gounod, la Muette de Portici d'Auber, Porgy and Bess de Gershwin, la Petite Renarde rusée de Janáček.
Dans l'opéra comme dans le répertoire symphonique, Alexandra dirige le BBC Symphony Orchestra, l'Orchestre philharmonique de Monte-Carlo, L'Orchestre et le Chœur de la radio de Sofia en Bulgarie, l'Orchestre et le chœur de la Monnaie de Bruxelles, l'Orchestre des Pays de Savoie, l'Orchestra e Coro della Fondazione Petruzzelli, l'Orchestre de l'Opéra de Rouen, l'Orchestre régional de Normandie, l'orchestre Victor Hugo de Besançon, Franche-Comté, l'Orchestre National de Lille,.